# 高嶋美鈴
高嶋 美鈴（たかしま みすず、1974年6月18日 - ）は、日本のAV女優。CLAPに所属していた。

## 略歴・人物
神奈川県出身。2011年12月にタカラ映像の専属女優としてデビューした熟女系のAV女優である。5月で専属は終了し、その後はキカタンとして活動中。
毎週木曜日の日刊スポーツで、デビュー前の2011年11月10日から2012年4月26日まで、連載コラムを書いていた。
趣味・特技は乗馬、読書、料理。

## 出演作品
2011年
- 専属妻 37歳デビュー（12月1日、タカラ映像）

2012年
- 愛欲に溺れて… 〜背徳の逢い引き情交〜（1月5日、タカラ映像）
- 二階に棲む姦魔 （2月16日、タカラ映像）
- 隣りのベッドに毎日見舞いに来るタマんねえケツした人妻さん（3月16日、タカラ映像）
- 子宝温泉に堕ちた妻（4月19日、タカラ映像）
- ふる里で嫁を姉貴に寝盗られた（5月17日、タカラ映像）共演:伊織涼子
- 公然猥褻 不倫妻温泉羞恥旅（8月24日、なでしこ）
- 淫乱奥様と隣の美人妻 温泉レズ羞恥旅（9月28日、なでしこ）共演:白鳥美玲
- 夫の部下をこっそり誘惑する上司の奥さん（10月7日、マドンナ）
- マ○コ触らせながら手コキする変態熟女 2（10月15日、ジャネス）共演:結城みさ、三輪ちあき、山岸十和子、城内ヒカル、白川ゆり、藤森綾子、城エレン
- 不覚にも自慢の嫁をよりにもよって女に寝盗られた!?（12月6日、タカラ映像）共演多数

2013年
- レースクィーン浣腸 元芸能人が変態解禁（2月20日、プールクラブ・エンタテインメント）
- 露天風呂 顔騎オナニーする女たち（3月5日、ジャネス）共演:早見るり、三輪ちあき、内田美奈子、若菜あゆみ、山岸十和子、三咲恭子、瀬戸ありさ、中野彩
- 浣腸家族 ひとつ屋根の下、尻穴を弄ばれた6人の女たち 禁断の近親挿浣（3月20日、レイディックス）共演:美幸ありす、吉岡早紀、新尾きり子、久見木梓、三崎優菜
- お隣のご夫婦（3月21日、タカラ映像）
- 人妻パンスト家庭教師（5月3日、カマタ映像）
- 媚薬エステ整体院 恥じらい美人妻が異常になる塗り薬をカラダにすり込んで強制ワイセツ（5月10日、ブリット）共演多数
- 精液便女 Vol.15（5月25日、ラッシュ）
- 全国縦断「Maji」100％ナンパ 素人奥さんご馳走様でした。 マンゴーに巨チン軍がキャンプ淫 どげんかせんといかん 宮崎若妻編（5月25日、ビッグモーカル）共演多数
- 上司のキレイな娘さん（5月31日、小林興業）
- マンコ触らせ手コキする熟女 4時間（6月15日、乱熟）共演:結城みさ、翔田千里、澤村レイコ、浅倉彩音、北条美里、立花みずき、河合律子、藤森綾子、城エレン、美輪ちあき、山岸十和子、城内ヒカル、白川ゆり
- 熟女パックリまんこアップ II（10月4日、映天）共演:宮崎良美、大橋ひとみ、吾妻かおり、菊川麻里、滝川じゅんこ、宮前佳那、神崎久美、永井智美、川奈ゆり、他10名

## 出演

### オリジナルビデオ
- OLの性（2015年、 草野陽花監督）幸恵(30代OL)編 - 幸恵 役

## 雑誌
- 週刊実話

## インターネット放送
- トイズハートプレゼンツBUBKA「きのう誰食べた」（2013年04月16日ゲスト出演、ニコニコ生放送）[4]